# Torsten Vinell
Torsten Vinell, född den 4 januari 1898 i Stockholm, död 1968, var en svensk diplomat.

## Biografi
Vinell föddes som son till läroverksadjunkten Klas Vinell och Bertha Härberg. Han tog studentexamen år 1916 och diplomerades från Handelshögskolan år 1919. År 1920 blev han attaché vid Utrikesdepartementet och kom samma år till det svenska generalkonsulatet i New York. År 1922 kom han till beskickningen i Prag och under åren 1924–1927 var han byråsekreterare vid UD. Efter stationeringar i Omaha (1927), Valparaiso (1929), Santiago de Chile (1933) och London (1934) blev han handelsråd vid beskickningen i Berlin under åren 1935–1942 och var från år 1941 till 1966 verkställande direktör för Sveriges allmänna exportförening. Han blev år 1942 ledamot av Statens handelskommission.
Vinell gifte sig år 1921 med Greta Bjuw, född 1896.